# Мізофонія
Мізофонія — буквально «відраза до звуків», є формою нетерпимості до звуків. Вважається неврологічним розладом, викликаним негативним досвідом пов'язаним з певними звуками, гучними або тихими.
Цей термін був даний американськими нейробіологами Пауль Джестребов і Маргарет Джестребов. Термін часто використовується як синонім терміна селективна звукова чутливість.
На відміну від гіперакузії, мізофонія пов'язана з певними звуками. Мало що відомо про анатомічне розташування фізіологічної аномалії що викликає подібні симптоми, але найімовірніше вона належить до структур центральної нервової системи.

## Симптоми
Люди, які страждають на мізофонію, найчастіше дратуються або навіть приходять в лють від таких звичайних звуків, як звук обрізання нігтів іншої людини, чистка зубів, їжа, дихання, нюхання, розмова, чхання, позіхання, ходьба, жування жувальної гумки, хропіння, свист або кашель, певні приголосні або повторювані звуки.

## Мізофонія у культурі
Випадок мізофонії відображено в анекдоті:

«Сидять дід з бабою за столом. Обідають.
Баба плямкає.
Дід не витримує і б'є ложкою бабі по лобі.
— За що?
— Не чавкай.
Баба перестала чавкати.
Дід знову б'є її ложкою по лобі.
— За що?
— Як згадаю, аж бісить!»